# Qualunquemente
Qualunquemente è un film del 2011 diretto da Giulio Manfredonia.
Il protagonista è Antonio Albanese, che veste i panni del suo personaggio Cetto La Qualunque.

## Trama
Dopo una lunga latitanza all'estero per sfuggire alla giustizia, il corrotto imprenditore calabrese Cetto La Qualunque torna al suo paese, Marina di Sopra, con la sua nuova famiglia, una ragazza sudamericana denominata "Cosa" e la figlia di quest'ultima; ritrovati la moglie Carmen e il figlio Melo, Cetto scopre che il paese è a "rischio legalità" e che quindi tutte le sue proprietà - figlie di abusi, illegalità e soprusi vari - sono a rischio: per scongiurare il pericolo Cetto, convinto dai suoi amici, decide quindi di candidarsi a sindaco contro l'onesto Giovanni De Santis.
Cetto forma la sua giunta, composta esclusivamente da parenti e amici, e inizia la campagna elettorale; in base ai sondaggi, tuttavia, risulta in difficoltà contro De Santis e pertanto si rivolge all'esperto di elezioni Gerardo Salerno, detto Gerry, dipingendosi dietro i suoi consigli un'immagine pulita e riuscendo a stravincere il primo confronto TV tra i due aspiranti sindaci (anche grazie alla conduzione di parte del presentatore).
Grazie a varie forme di corruzione e brogli Cetto riesce a diventare sindaco, ma durante i festeggiamenti la polizia irrompe arrestando la ragazza sudamericana e sua figlia a causa della loro clandestinità; Gerry, ottenuto il risultato sperato, torna nella sua città portandosi con sé la ragazza e sua figlia mentre Cetto inizia i lavori per il ponte sullo stretto di Messina.

## Produzione
Il film è stato preceduto da una campagna di marketing virale. Tre mesi prima dell'uscita sono stati affissi manifesti a Roma con alcuni slogan elettorali del candidato e senza alcun riferimento al film suscitando l'attenzione dei media. Dopo è stato anche realizzato un sito dell'immaginario Partito du Pilu improntato alla comicità: con il suo simbolo, il regolamento, lo statuto e vari contributi video, sulla falsariga di quelli di un vero partito politico corredato da battute e contenuti in linea con il personaggio e con il film. La campagna quindi si è impostata in aderenza alla storia stessa del film, ed è stato prodotto il video musicale: Qualunquemente (Onda Calabra). Infine, in varie città italiane sono stati allestiti gazebo per la raccolta di firme a sostegno del partito.
La pellicola, sostenuta dalla Calabria Film Commission, è stata girata tra Lamezia Terme, Palmi, Scilla, Villa San Giovanni e la provincia di Roma. La scena della chiesa è stata filmata nella cappella dell'area di servizio "Feronia", presso la barriera nord di Roma dell'Autosole. Le riprese sono iniziate l'8 giugno 2010 e si sono concluse il 29 luglio.

## Colonna sonora
La sigla finale del film, Onda calabra, è una rivisitazione dell'omonima canzone del gruppo Il Parto delle Nuvole Pesanti, mentre i primi secondi riprendono l'introduzione della canzone Whenever, Wherever cantata da Shakira.
Nel film sono presenti anche un remix della canzone cantata da Tina Cipollari Hawaii e la The Washington Post March del compositore statunitense John Philip Sousa, usata per commentare la scena finale del film in cui La Qualunque vuole costruire il suo ponte carico di pilu.

## Distribuzione
Qualunquemente è stato distribuito nelle sale cinematografiche italiane il 21 gennaio 2011. Nel febbraio successivo è stato presentato nella sezione Panorama al Festival internazionale del cinema di Berlino. A partire dall'8 giugno è stato distribuito anche sui supporti DVD e Blu-ray.

## Accoglienza

### Incassi
Il film nei primi tre giorni di programmazione incassa 5 395 840,16 euro, spodestando Che bella giornata di Checco Zalone, detentore del miglior incasso nelle tre settimane precedenti. La settimana successiva il film ugualmente mantiene il suo primato arrivando a incassare 3735320 €. Le tre settimane successive il film riscuote sempre ottimi incassi, pur perdendo il primato in classifica. In un mese di programmazione nelle sale cinematografiche la pellicola incassa totalmente 15.9 milioni di € diventando uno dei maggiori successi italiani della stagione.

## Riconoscimenti
- 2011 - David di Donatello
  - Nomination Miglior attore protagonista a Antonio Albanese
  - Nomination Migliori acconciature a Teresa Di Serio
  - Nomination Miglior canzone originale (Qualunquemente) a Peppe Voltarelli, Salvatore De Siena, Amerigo Sirianni (musica), Antonio Albanese e Piero Guerrera (testi)
- 2011 - Nastro d'argento[17]
  - Nomination Migliore commedia
  - Nomination Migliori costumi a Roberto Chiocchi
- 2011 - Globo d'oro
  - Nomination Miglior musica alla Banda Osiris
- 2011 - Ciak d'oro
  - Nomination Miglior attrice non protagonista a Lorenza Indovina
  - Nomination Migliori costumi a Roberto Chiocchi
  - Nomination Miglior scenografia a Marco Belluzzi

Alla IX edizione del Trailers FilmFest, Qualunquemente ha vinto il premio per la miglior campagna promozionale (a Federico Mauro e Gianluca Pignataro).

## Sequel

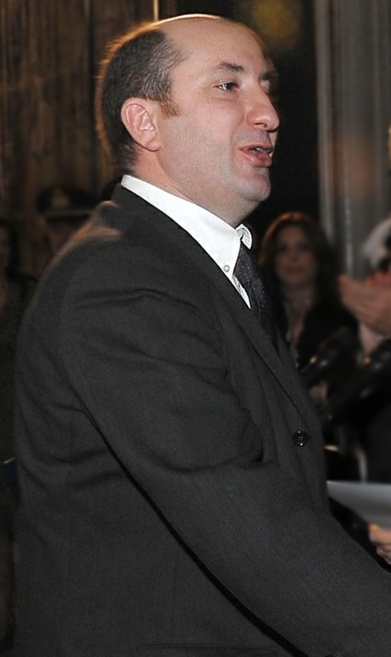
Antonio Albanese, protagonista dei tre film su Cetto La Qualunque

Il secondo film ispirato al personaggio calabrese di Cetto La Qualunque è Tutto tutto niente niente, uscito in Italia nel 2012. Questa volta Antonio Albanese oltre a Cetto interpreta anche un suo personaggio storico, già proposto a Che tempo che fa di Fabio Fazio. Si tratta del pugliese Frengo, che questa volta viene ribattezzato "Frengo Stoppato", spacciatore di cannabis in Brasile che predica una sua propria filosofia cattolica.
Il terzo personaggio del film è Rodolfo Favaretto, imprenditore nordico estremamente razzista che ha intenzione di collegare il Nord Italia all'Austria con una gigantesca autostrada: la "bretella". Questi tre personaggi però a causa delle loro malefatte vengono incarcerati. Cetto per colpa del Tenente Cavallaro che lo ha incastrato, Rodolfo Favaretto perché ha tentato di affogare nella laguna di Venezia il corpo di un giovane operaio di colore, suo lavoratore clandestino, dopo un brutto incidente. L'uomo però non è morto e così lo denuncia.
Infine Frengo, tornato in Puglia dal Brasile, viene incarcerato a Molfetta dalla stessa madre affinché patendo le sofferenze della prigione venga "beatificato" dal Vaticano. I tre però vengono subito scarcerati dal Sottosegretario di Montecitorio (Fabrizio Bentivoglio) perché il suo governo corrotto necessita di tre deputati dopo la morte violenta di alcuni suoi colleghi. Cetto, Frengo e Rodolfo all'inizio si dimostrano all'altezza dell'incarico, ma poi iniziano a combinare guai a causa del loro estremo provincialismo.